# 印度共产党（马列）
印度共产党（马列），简称印共（马列）（CPI (ML)），是印度的一个已不存在的共产主义政党。印共（马列）成立后不断分裂、重组，出现了几十个源自印共（马列）的共产主义政党和组织，印度共产党（毛主义）也起源自该党。

## 历史
印共（马列）源于印度共产党（马克思主义）中日渐不满议会政治的激进派。他们认为印共（马）领导层转向了修正主义。纳萨尔巴里起义后，激进派从印共（马）分裂，建立共产主义革命者全印度协调委员会。1969年4月22日（列宁诞辰），印度共产党（马列）于该委员会在加尔各答举行的一次大会上宣布成立。
第一次党代会1970年于加尔各答举行，选出中央委员会。在加尔各答，个人恐怖主义成为主要的斗争方式，而不是在农村进行人民武装斗争。1971年，萨蒂亚纳拉扬·辛格开始反对马宗达的“消灭阶级敌人”和宗派主义，党分裂为萨蒂亚纳拉扬·辛格领导的印共（马列）（被称为印度共产党（马列）临时中央委员会）和查鲁·马宗达领导的印共（马列）。1972年，查鲁·马宗达死于警方拘留，在他去世后，印共（马列）发生了一系列分裂。
1972年12月，夏尔马和马哈德夫·慕克吉领导的亲马宗达的中央委员会通过了无条件地遵守查鲁·马宗达的路线的决议，而其他人不同意。亲查鲁·马宗达派后来分裂为亲林彪派和反林彪派。不久，这两个派别各自形成了独立政党，都取名“印度共产党（马列）”。亲林彪派被称为印度共产党（马列） (马哈德夫·慕克吉)，反林彪派后来成为印度共产党（马列）解放。

## 遗产
有许多政党和组织起源于印度共产党（马列）。

### 现存
- 印度共产党（马列）解放
- 印度共产党（毛主义）
- 印度共产党（马列）阶级斗争
- 印度共产党（马列）红旗 (温尼切克肯)
- 印度共产党（马列）红星
- 印度共产党（马列）新民主
- 印度共产党（马列）索姆纳特
- 印度联合邦共产党
- 印度共产党（马列） (马哈德夫·慕克吉)
- 印度共产党（马列）第二中央委员会

### 已解散
- 印度共产党（马列）临时中央委员会
- 印度共产党（马列）人民力量
- 印度共产党（马列）人民路线（英语：Communist Party of India (Marxist-Leninist) Praja Pantha）
- 印度共产党（马列）毛主义团结中心（英语：Communist Party of India (Marxist–Leninist) Maoist Unity Centre）